# Gázmotoros hőszivattyú
A gázmotoros hőszivattyúk működési elve megegyezik a már ismert hőszivattyús berendezésekével: A hűtőközeg hőt vesz fel a környezetből, amit a kompresszor segítségével magasabb hőfokszintre emelnek, így alkalmassá téve a hő bevezetését a fűtendő terekbe direkt elpárolgásos vagy vizes (fan-coil, falfűtés) rendszereken keresztül.

## Működési elv
A kompresszorok hajtására földgázzal vagy propán-bután gázzal üzemelő, belsőégésű motorokat használnak. Ezek a motorok felépítésüket tekintve hasonlítanak ugyan a gépkocsikba szerelt társaikhoz, viszont maximális fordulatszámuk 2200/perc, és fejlesztésüknél az elsődleges szempont az élettartam kitolása és az alacsony emissziós értékek elérése volt. Így lehetséges, hogy a motorok szervizintervalluma 10.000 üzemóra. A gázmotoros hőszivattyúk képesek a névleges értékek 8-100%-a között fokozatmentesen szabályozni a teljesítményüket a motor fordulatszámának modulálásával. Az aktuális fordulatszámot a helyiségekben megkívánt hőmérséklet, a helyiségek tényleges hőmérséklete és a külső hőmérséklet viszonya határozza meg.
A gázmotoros hőszivattyúk üzemi zajszintje megegyezik a csendesebb elektromos hőszivattyúk zajszintjével.
A gázmotoros hőszivattyúk fűtési üzemben a már ismertetett hőszivattyús módon túl hasznosítják a belsőégésű motor hűtővizének hőjét valamint a kipufogógázban lévő hulladékhőt is, ezáltal egy az elektromos hőszivattyúkénál lényegesen dinamikusabb és rugalmasabb fűtést biztosítva a felhasználónak. Nyári időszakban, amikor hűtésre használják a berendezést és nincs szükség fűtésre, akkor a motor hűtővizének és a kipufogógáz hőjét egy beépített hőcserélő segítségével használati melegvíz termelésre vagy technológiai célokra használhatják.

## Fajtái
A rendszer felépítését tekintve háromféle variációt különböztetnek meg. Létezik a VRV, vagy VRF rendszerekhez hasonló ún. direktelpárolgásos rendszer, ahol a hűtőközeget a gázmotoros hőszivattyús kültéri egységekből közvetlenül a beltéri egységekbe vezetik. A második variáció az ún. vizes rendszer, ahol a kültéri egységből a hűtőközeget egy hidraulikus egységbe vezetik, ahol egy hőcserélőn keresztül a hűtőközeg átadja a hőt a víznek, amit fan-coil-os rendszeren vagy falfűtés/hűtési rendszeren keresztül a helyiségekbe továbbítanak.
Végül a harmadik variáció a két előző rendszer kombinációjából alakul ki.

## Hatásfok
A hőszivattyús rendszerek primer-energetikai hatásfoka kiemelkedően jó. Az egyes rendszereken belül látható, hogy a legnagyobb primer-energetikai hatásfokkal a gázmotoros rendszerek rendelkeznek. A legújabb gázmotoros hőszivattyúk jósági foka (COP) 1,71 primer energiára nézve. Ez azt jelenti, hogy 100% bevezetett energiából (pl. földgázból) 171% hőenergia nyerhető.
Hazánkban a gázelosztó hálózat kiépítettségi szintje 70% feletti, vagyis ennek alapján Magyarország a hatékonyabb gázmotoros hőszivattyús rendszerek elterjesztésében érdekelt.
Napjainkban elterjedt az a téves nézet miszerint az elektromos áram tiszta energiaforrás. Nem szabad elfelejteni, hogy hazánkban a villamos energiát előállító erőművek 25-35%-os hatásfokkal működnek és környezetszennyező hatásuk meghatározó. Hazánk azonban viszonylag nagy százalékban állít elő áramot atomenergiából (Paks), amely a teljes elektromos áram szükséglet 40%-a is sokszor. Ennek figyelembe vételével az összesített elektromos előállítási hatásfok jóval a más országokban szokásos (például USA) 25–30% fölött van. A gázmotoros klímaberendezésekkel nagy mennyiségű energia takarítható meg, ugyanis olyan primer energiával működtetik a berendezéseket – amely felhasználásánál a többi energiahordozóhoz képest alacsonyabb NOx és CO2 emissziós értékek adódnak – amelyet nem szükséges magas veszteségek árán átalakítani és szállítani. A földgáz nagy hatékonysággal hasznosítható a gázmotoros klímaberendezéssel.